# Alojz Posedel
Alojz Posedel, slovenski politik, poslanec in ekonomist, * 26. avgust 1955, Celje.
Je nekdanji poslanec v Državnem zboru Republike Slovenije in nekdanji župan Občine Žalec.

## Življenjepis
Alojz Posedel, član Liberalne demokracije Slovenije, je bil leta 2004 izvoljen v Državni zbor Republike Slovenije; v tem mandatu je bil član naslednjih delovnih teles:
- Odbor za gospodarstvo,
- Odbor za kmetijstvo, gozdarstvo in prehrano in
- Odbor za promet.

Leta 2006 je izstopil iz Liberalne demokracije Slovenije in prestopil v Zares. Na državnozborskih volitvah leta 2011 je kandidiral na listi Pozitivne Slovenije. 
Tri mandate je bil tudi župan Občine Žalec. Leta 2010 ga je na volitvah premagal in nasledil Janko Kos.